# رايموند كلارك
رايموند كلارك (بالإنجليزية: Raymond Clark)‏ هو راكب الكنو أمريكي، ولد في 16 نوفمبر 1924، وتوفي في 1 ديسمبر 1990.

## وصلات خارجية
- رايموند كلارك على موقع أوليمبيديا (الإنجليزية)